# 남미연
남미연(1992년 9월 26일 ~ )은 대한민국의 2011년 미스코리아 미(美)이다.

## 프로필
- 출생: 1992년 9월 26일
- 신체: 173cm, 57kg, 37-24-37
- 학력: 서라벌대학교 항공관광학과, 동국대학교 영어영문학과
- 수상: 2011년 미스코리아 미(美), 2011년 미스코리아 경북 미(美)
- 취미: 영화, 음악감상
- 특기: 피아노연주, 등산